# Rio Frasinu (Cracăul Alb)
O Rio Frasinu é um rio da Romênia, afluente do Cracăul Alb, localizado no distrito de Neamţ.